# 어른아이
어른아이는 대한민국의 모던 록 싱어송라이터이다. 과거에 밴드로 시작했으나 멤버들의 탈퇴로 지금은 싱어송라이터로 활동중이다.

## 발매 앨범
- B TL B TL(정규 1집)
- Dandelion(정규 2집)

## 참여 앨범
- CRACKER
- 12 Songs About You
- Ten Years After : Pastel Music 10th Anniversary